# Vija Celmins
Vija Celmins (lettiska: Vija Celmiņa), född 25 oktober 1938 i Riga i Lettland, är en lettisk-amerikansk målare och grafiker, mest känd för fotorealistiska målningar och teckningar av natur.
Vija Celmiņas föräldrar flydde till Tyskland med Vija och hennes äldre syster Inta vid Sovjetunionens ockupation av Lettland 1940. Efter andra världskriget bodde familjen i ett FN-finansierat lettiskt flyktingläger i Esslingen am Neckar i Baden-Württemberg. År 1948 kom familjen genom amerikanska Church World Services försorg till Indianapolis, Indiana i USA. Genom en lokal luthersk kyrka fick fadern arbete som snickare och modern på ett sjukhustvätteri.
Åren 1955–1962 studerade Vija Celmins på John Herron School of Art i Indianapolis. År 1961 fick hon ett stipendium för en sommarkurs på Yale University i New York, där hon kom i kontakt med fotorealisten Chuck Close och Brice Marden (1938–2023). Under den vistelsen började hon studera arbeten av den italienska monokroma stillebenmålaren Giorgio Morandi och också måla abstrakta verk. Åren 1962–1965 studerade hon
på University of California, Los Angeles, där hon tog en magisterexamen. 
Hon bodde i Vecice i Los Angeles till 1980 och ägnade sig år målning och skulptur, samtidigt som hon var konstlärare på California State University, Los Angeles, University of California, Irvine och California Institute of the Arts.
Hon flyttade 1981 till New York. Under 1980-talet undervisade hon på Cooper Union och Yale Universitys School of Art.
Hon mottog 2023 Praemium Imperiale.